# Izwiekowo (obwód kurski)
Izwiekowo (ros. Извеково) – wieś (ros. деревня, trb. dieriewnia) w zachodniej Rosji, w sielsowiecie niżniegridinskim rejonu bolszesołdatskiego w obwodzie kurskim.

## Geografia
Miejscowość położona jest nad rzeką Niemcza, 3,5 km od centrum administracyjnego sielsowietu niżniegridinskiego (Niżnieje Gridino), 13 km od centrum administracyjnego rejonu (Bolszoje Sołdatskoje), 52,5 km od Kurska.
W granicach miejscowości znajdują się ulice: Mirnaja, Centralnaja.

## Demografia
W 2010 r. miejscowość zamieszkiwało 49 osób.